# آبي رايدر فورتسون
آبي رايدر فورتسون هي ممثلة أمريكية ولدت في 14 مارس 2008م.